# Legendia
Ne doit pas être confondu avec Legendia Parc.
Legendia Śląskie Wesołe Miasteczko (simplifié en Legendia) est un parc de loisirs situé dans le parc régional de culture et de loisirs de Silésie, à Chorzów, en Pologne.

## Histoire
En 1956, la construction de Śląskie Wesołe Miasteczko commence. Les premiers visiteurs sont accueillis en 1959.
En 1985, la grande roue Gwiazda Duża est installée (maintenant Legendia Flower). En 2013, 26 attractions sont achetées au parc d'attractions danois Sommerland Syd.
En 2015, le groupe Tatra Mountain Resort, propriétaire entre autres du parc aquatique Tatralandia, devient l'investisseur du parc  d'attractions de Silésie et commence à le modifier. Parmi ces changements, son nouveau nom qui devient Legendia Śląskie Wesołe Miasteczko en 2017 et la modification des attractions existantes. 117 millions de zloty polonais sont investis.
Le 1er juillet 2017, le parcours de montagnes russes Lech Coaster a été inauguré. À son ouverture, c'est le plus haut, le plus rapide et le plus long parcours de Pologne. Ce record a été battu en 2018 par Hyperion à Energylandia.
En 2018, le parcours scénique interactif Bazyliszek est inauguré. L'attraction remporte l'European Star Award pour la meilleure nouvelle attraction européenne 2018, deux Park World Excellence Awards pour la meilleure attraction familiale de l'année et pour la meilleure application des nouvelles technologies dans la construction d'installations de divertissement, ainsi que le Thea Award de la Themed Entertainment Association.

## Attractions
Le parc est composé de 5 zones : Le village magique, la forêt magique, la vallée des rêves, les montagnes magiques et Adventures Valley.

### Montagnes russes
| Nom                   | Type    | Constructeur | Année |
| --------------------- | ------- | ------------ | ----- |
| Diabelska Pętla       | Assises | Soquet       | 2007  |
| Dream Hunters Society | Assises | Pinfari      | 1992  |
| Lech Coaster          | Assises | Vekoma       | 2017  |
| Scary Toys Factory    | Assises |              | 2015  |

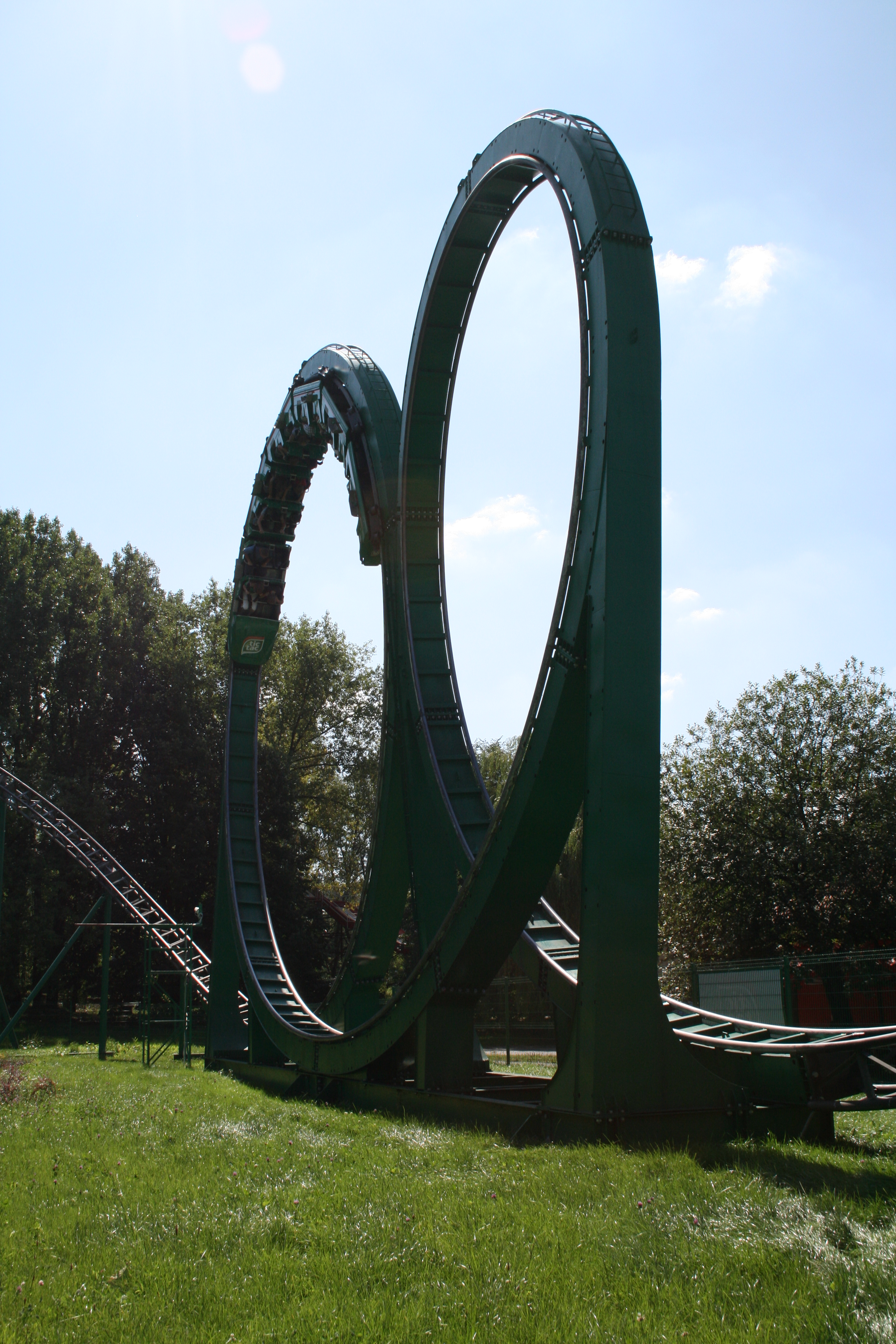
Diabelska Pętla
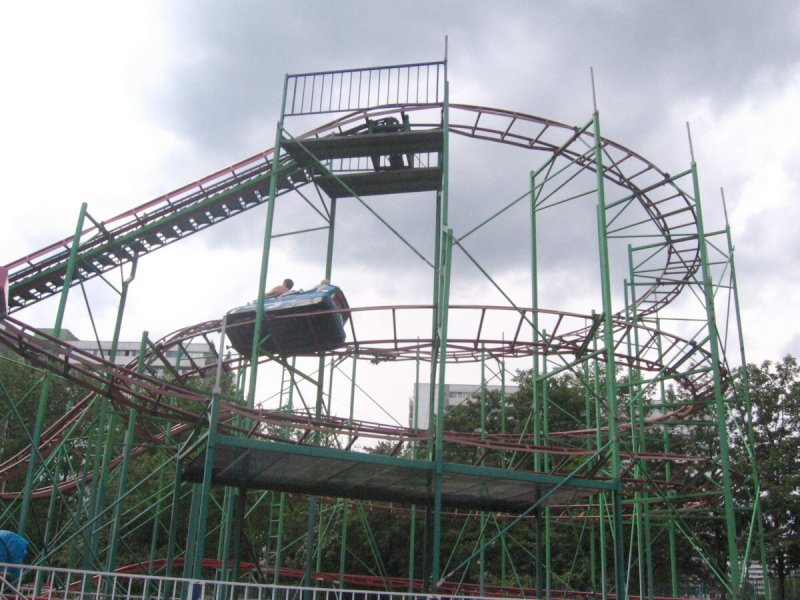
Dream Hunters Society
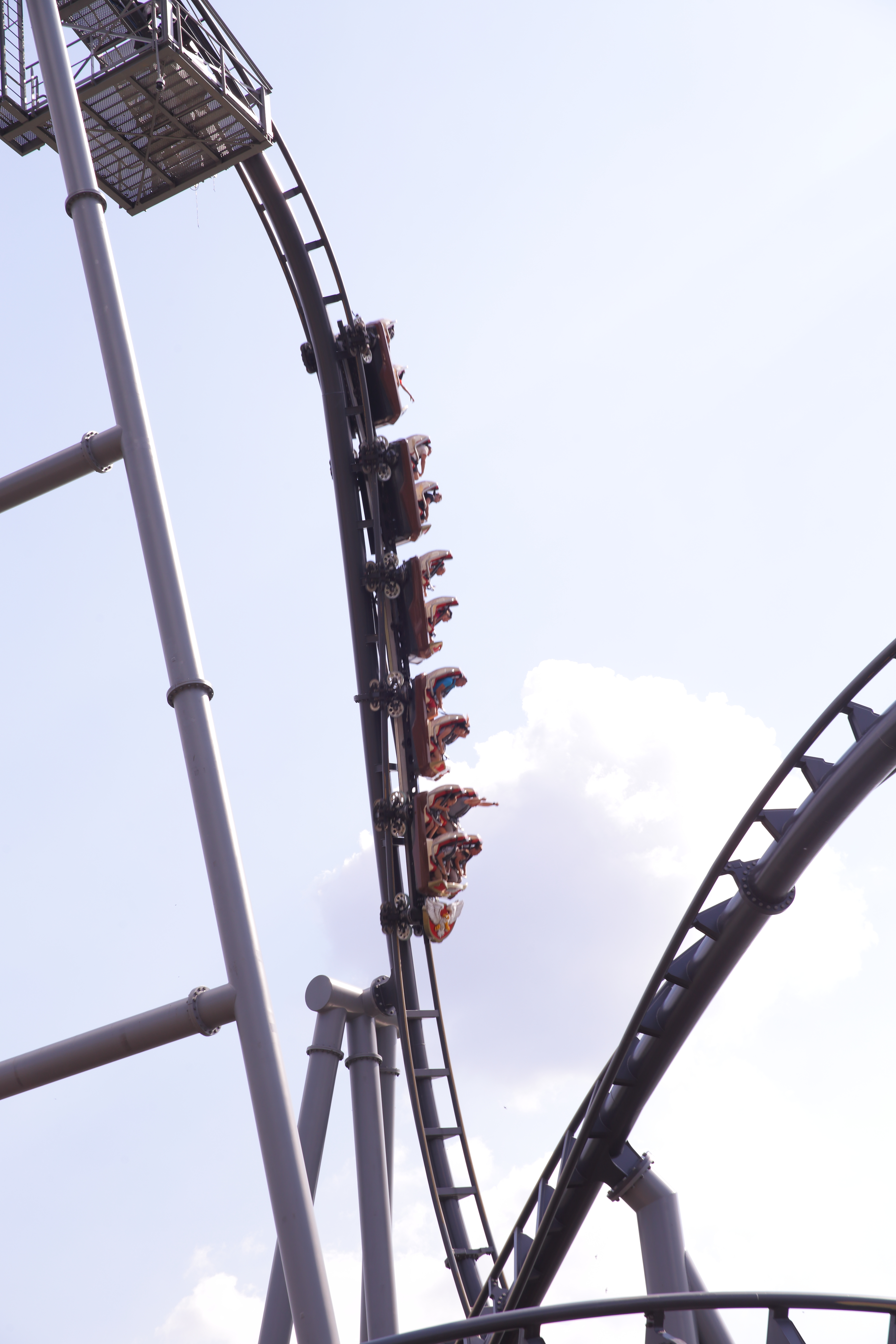
Lech Coaster

### Autres attractions
- Air Ballons - Balloon Race (2007)
- Air Castle - Structures gonflables
- Apollo - Attraction de 2000
- Bazyliszek - Parcours scénique interactif d'Alterface, Joravision et ETF Ride Systems (2018)
- Boruta's Tricks - Palais des glaces (2018)
- Carousel of Love - Carrousel (2017)
- Circus Tea Cups - Tasses (2015)
- Circus Train - Train junior
- Cyclodrome
- Diamond River - Shoot the Chute (2016)
- Dolina Jagi - Rivière rapide en bouées de Hafema[9] (2020)
- Dragon Temple - Rainbow de Huss Park Attractions
- Dream Flight Airlines - Attraction de 1956
- Electric Ring - (2008)
- Fish 'n' Wish - Manège pour enfants (2014)
- Gaj urwisów - Aire de jeux
- Giant Water Pump - Attraction pendulaire (2009)
- Podniebni Łowcy (2007)
- Legendia Flower - Grande roue (1985)
- Magical Lake Expedition - Bateau à bascule
- Magical Postal Service - Parcours de tacots (2016)
- Music Box - Carrousel pour enfants (2007)
- Phoenix - Enterprise
- Royal Ballroom - Krinoline (1980)
- Sailor Academy - Manège avion
- Super Ześlizg - Toboggans (1964)
- Sweet Dreams - Chaises volantes (2014)
- Sky Flyer - Kamikaze
- Tea Cups - Tasses (2013)
- Trampoliny - Zone de trampolines (2016)
- Wonder Garden - Palais du rire (1962)

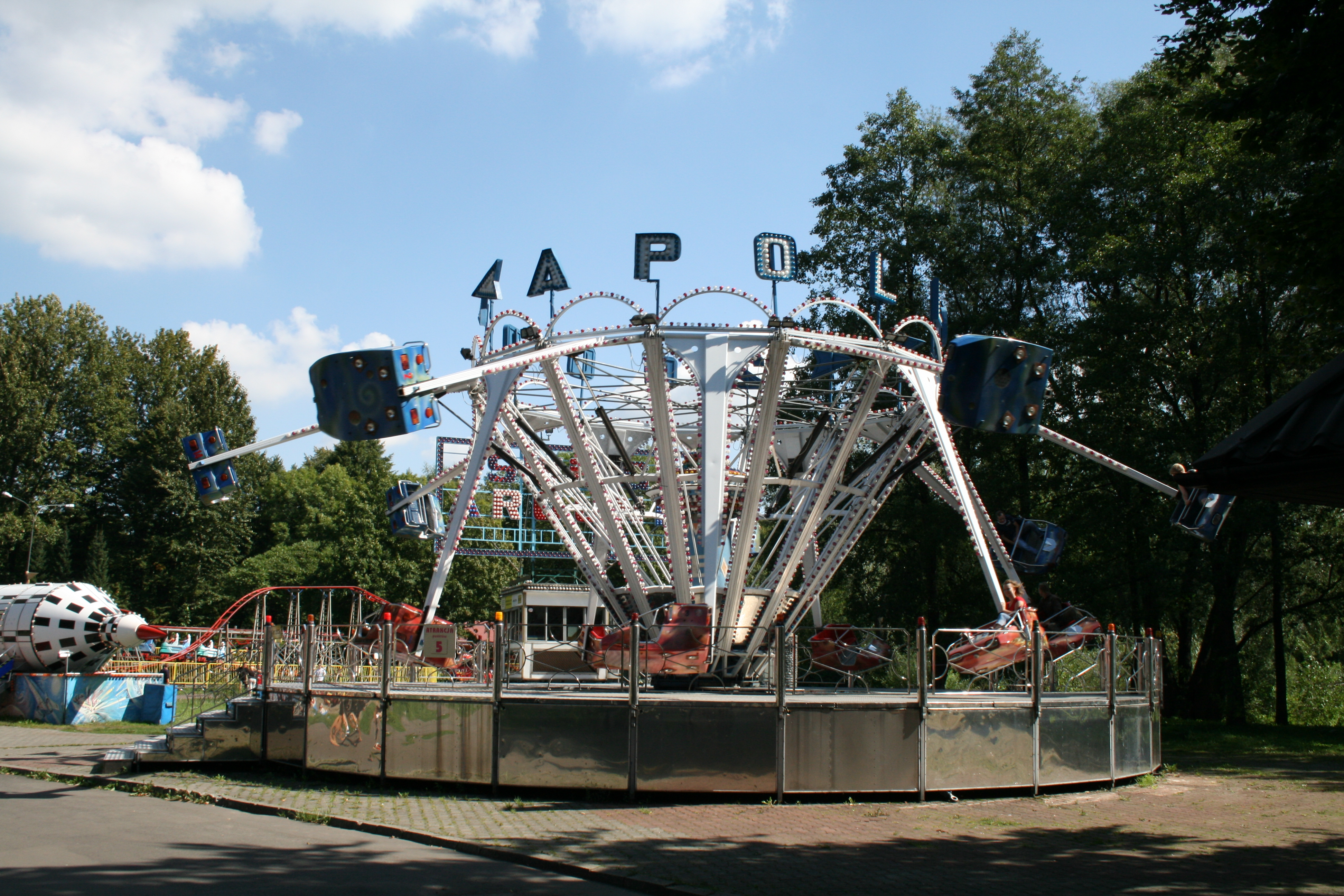
Apollo
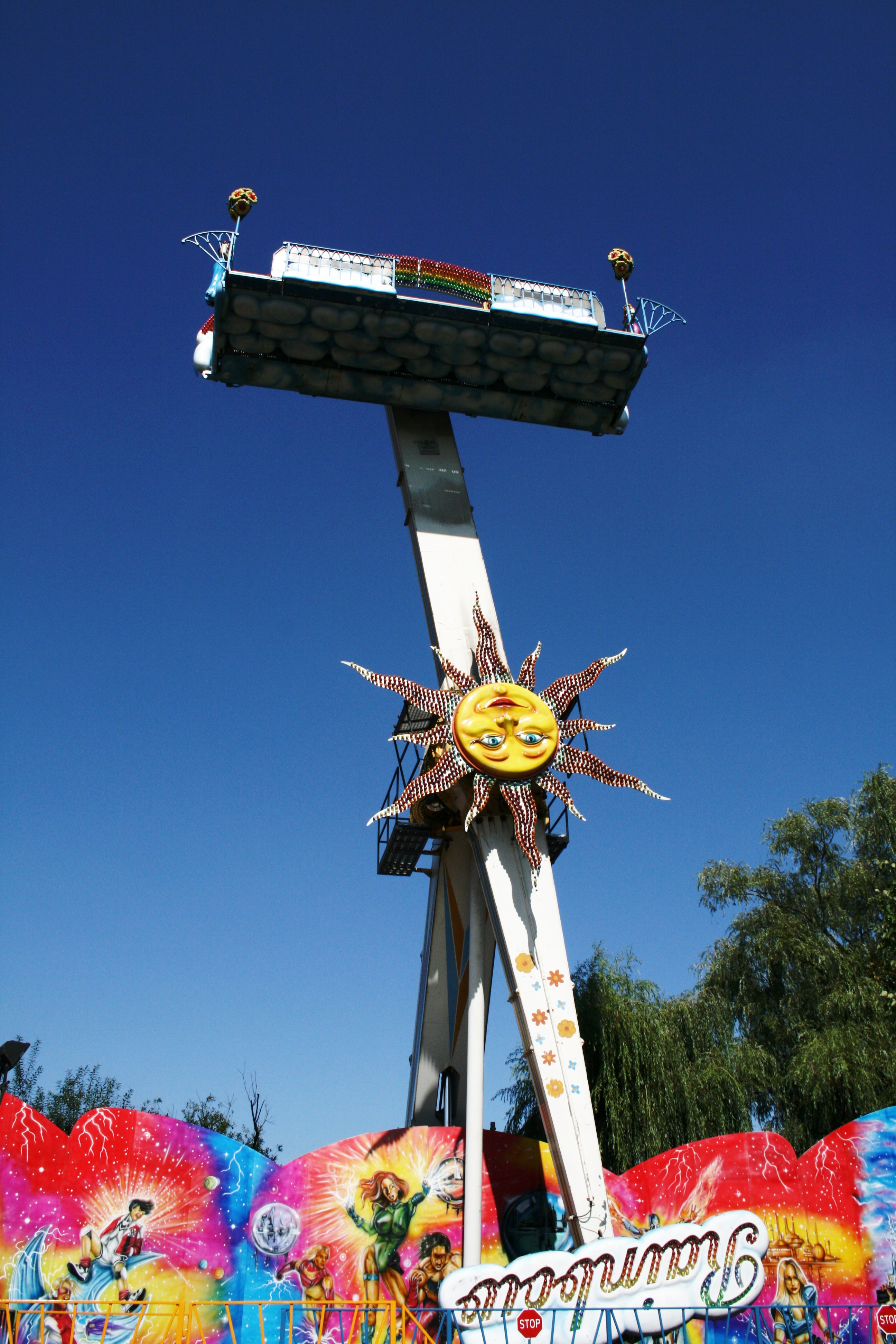
Dragon Temple
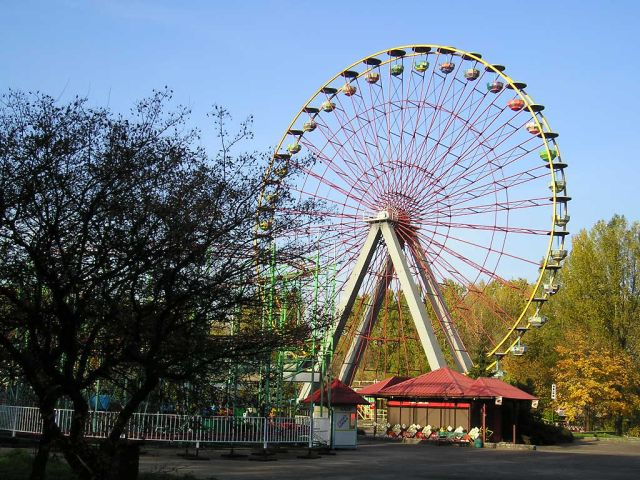
Legendia Flower
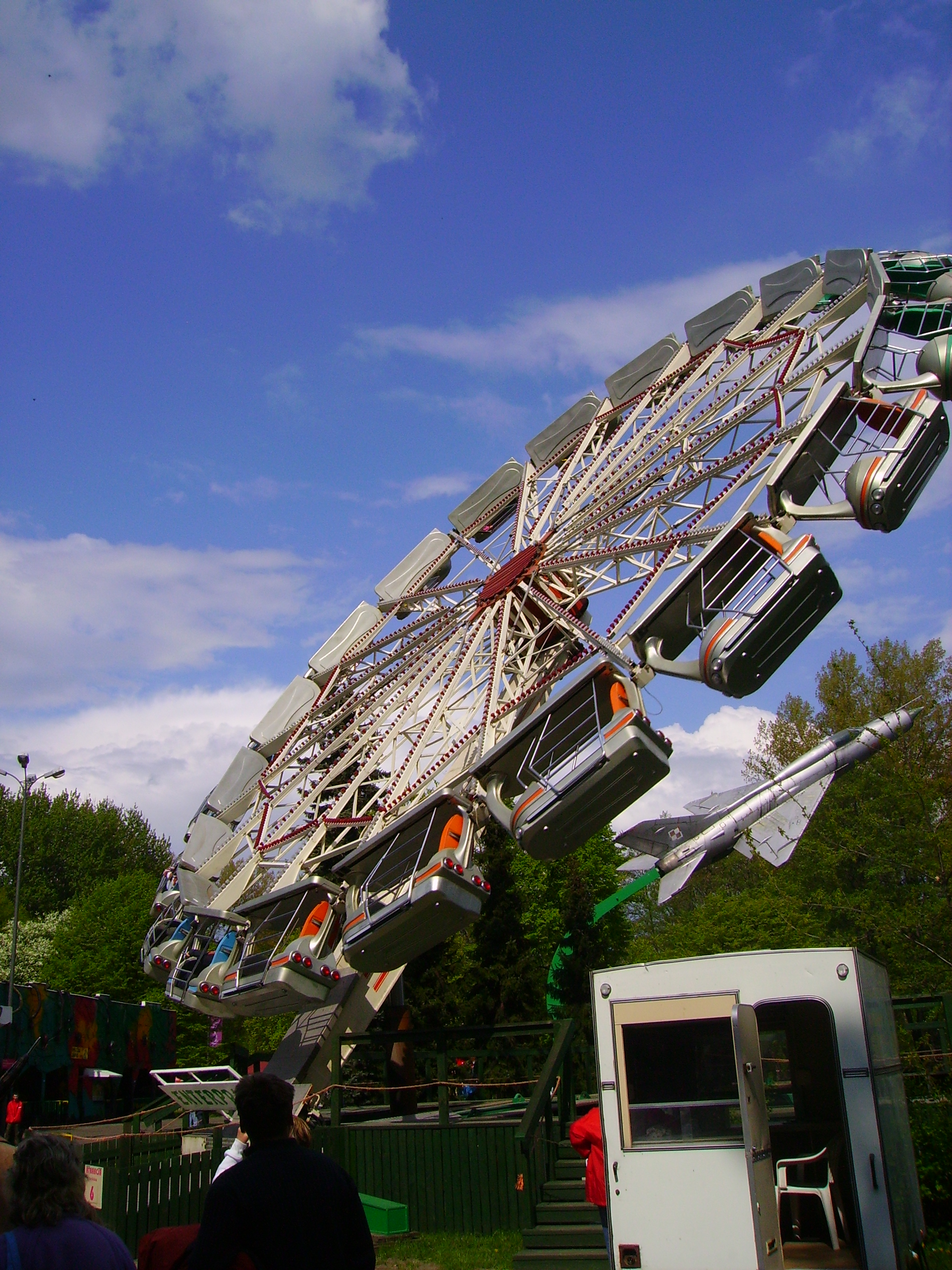
Phoenix